# PH
Водневий показник (pH) — величина, що показує міру активності іонів водню (Н+) в розчині, тобто ступінь кислотності або лужності цього розчину. Для розведених розчинів можна користуватись терміном «концентрація» замість «активність» у цьому означенні. pH нейтрального водного розчину становить 7, розчини із більшим значенням водневого показника є лужними, із меншими — кислими.
Загальну концепцію виміру кислотності розчину за допомогою pH сформулював Серен Серенсен (Sørensen) в 1909 р.

## Визначення

Співвідношення між pH та pOH

Водневий показник обчислюється як від'ємний десятковий логарифм активності іонів H+ (або, точніше, для водних розчинів — іонів гідроксонію [H3O+]) і є безрозмірнісною величиною:
{\displaystyle {\mbox{pH}}=-\lg \left[{\mbox{H}}^{+}\right]}
Тут і далі квадратні дужки [ ] позначають рівноважну концентрацію. Отже, для нейтральних водних розчинів значення pH дорівнює 7, для лужних — понад 7, для кислих — менше. За значенням pH можна розрахувати pOH:
{\displaystyle \mathrm {pOH=14-pH} }.
При вищих температурах константа електролітичної дисоціації води підвищується, відповідно збільшується іонний добуток води Kw, тому нейтральним виявляється pH < 7 (що відповідає концентраціям, що збільшилися як H+, так і OH−); при зниженні температури, навпаки, нейтральний pH зростає. Всі ці зміни відбуваються в інтервалі значень Kw від 0,11·10-14 (0 °C) до 55,0·10-14 (100 °C), тобто залежно від температури водневий показник нейтрального водного розчину змінюється від 7,48 до 6,13. Так само для неводних протонних розчинників значення константи дисоціації або автопротолізу відрізняється від значення Kw води, тому в них нейтральному середовищу відповідає інше, відмінне від 7, значення pH.
Водневий показник абсолютно чистої води мусить мати значення 7. Але на практиці таке майже ніколи не трапляється — наприклад, при контакті із повітрям у воді розчиняється вуглекислий газ, з якого утворюється вугільна кислота Н2СО3, внаслідок цього pH води падає до 5,7—6.
Водневий показник (pH) більшості відомих розчинів коливається між значеннями 0 та 14. Відомі розчини зі значенням pH меншим від нуля та більшим ніж 14, але у таких випадках замість pH, як характеристики кислотності розчину, зазвичай використовують концентрацією кислоти або лугу.

## Розрахунок pH для розчинів
Значення pH для слабких та сильних кислот можна розрахувати, використовуючи деякі припущення.
Процес розчинення сильної кислоти, наприклад соляної, у воді можна записати так:
HCl(aq) → H+ + Cl−
Тобто приймається, що в 0,01 M розчині HCl концентрація іонів гідроксонію також становить 0,01 M. Отже: pH = −log10 [H+]:
pH = −log (0,01)
що дорівнює 2.
Слабкі кислоти не дисоціюють повністю. Між іонами водню, молекулами кислоти та її спорідненої основи встановлюється рівновага. Наступне рівняння ілюструє цю рівновагу між мурашиною кислотою та її іонами:
HCOOH(aq) ⇄ H+ + HCOO−
Щоб мати можливість розрахувати pH, необхідно знати константу рівноваги цієї реакції, яка називається константою кислотності й визначається за наступним рівнянням:
Ka = [іони водню][іони кислоти] / [кислота]
Для HCOOH, Ka = 1,6 × 10−4.
При розрахунку pH не дуже слабкої кислоти у не занадто розведеному розчині зазвичай приймається, що вода не постачає іонів водню (таке ж припущення було зроблено для розрахунку кислотності сильної кислоти вище). Це спрощує розрахунок і достатньо правомірно, тому що концентрація іонів водню, яка є наслідком дисоціації води, становить 1×10−7 М, що зазвичай несуттєво.
Для мурашиної кислоти (HCOOH) константа кислотності записується у вигляді:
Ka = [H+][HCOO−] / [HCOOH]
Приймаючи за x кількість дисоційованих молекул кислоти в 1 л розчину, зауважимо, що при встановленні рівноваги [HCOOH] зменшиться від вихідного значення 0,1 моль/л на цю кількість, у той час як [H+] та [HCOO−] збільшаться на це число. Таким чином, [HCOOH] можна замінити на 0,1 − x, а [H+] та [HCOO−] на x. В результаті маємо вираз:
{\displaystyle 1{,}6\times 10^{-4}={\frac {x^{2}}{0{,}1-x}}}
Розв'язуючи це рівняння відносно x, одержуємо 3,9×10−3, що і є концентрацією іонів водню. Таким чином pH = −log(3,9×10−3), або приблизно 2,4.

## Експериментальне вимірювання pH
Водневий показник водних розчинів можна приблизно визначити, використовуючи індикатори — сполуки, що змінюють забарвлення при протонуванні/депротонуванні, тобто приєднанні чи відщепленні катіона водню. До найрозповсюдженіших індикаторів належать фенолфталеїн, лакмус, метилоранж тощо.
Для більш точного визначення pH використовують pH-метри, що мають скляний електрод, винятково чутливий до іонів H+, але майже нечутливий до інших катіонів. Сигнал від такого електрода, поміщеного у дослідний розчин, підсилюється і порівнюється із сигналом від розчину з точно відомим значенням pH.

## Значення pH для біологічних систем
Майже всі хімічні реакції, що відбуваються в живих клітинах, суттєво залежать від pH. Навіть невелика зміна кислотності може призвести до сильно виражених змін в цих процесах. Це справедливо не тільки для багатьох реакцій, в яких безпосередньо залучені іони H+, а й для інших, оскільки більшість біомолекул, зокрема ферменти, містять групи, здатні до іонізації. Для кожного ферменту характерне певне оптимальне значення pH, при якому найефективніше приєднується молекула субстрату і каталізується необхідне хімічне перетворення. Живі клітини підтримують pH цитоплазми, а багатоклітинні тварини також pH рідин внутрішнього середовища на сталому рівні, переважно близько 7, завдяки буферним системам.
Визначення водневого показника крові є рутинною процедурою в клінічній діагностиці. У нормі pH плазми крові становить 7,4, зниження цього показника називається ацидозом і може спостерігатись, наприклад, при важких формах цукрового діабету. Під час інших захворювань кров може, навпаки, ставати надто лужною, такий стан називається алкалозом.